# 永登站
36°43′17″N 103°16′25″E / 36.721394°N 103.273716°E
永登站，位于中华人民共和国甘肃省兰州市永登县城关镇，是兰新铁路上的火车站，建于1953年，由中国铁路兰州局集团管辖。

## 歷史
- 建于1953年。

## 車站周邊
- 康惠医院
- 中国信合满城分社
- 永登县烟草专卖局
- 新城区小学
- 永登县青龙中学
- 中国农业银行永登东关分理处
- 永登县第八中学
- 中国建设银行永登胜利街支行
- 中国工商银行纬五路支行
- 中国邮政储蓄银行永登县支行
- 永登县质量技术监督局
- 永登汽车站
- 永登县人民法院
- 兰州银行永登支行
- 甘肃银行永登支行

## 外部連結
- 中国铁路客户服务中心 （页面存档备份，存于）